# اچ‌ام‌اس هیبرنیا (۱۹۰۵)
اچ‌ام‌اس هیبرنیا (۱۹۰۵) (به انگلیسی: HMS Hibernia (1905)) یک کشتی بود که طول آن ۴۵۳ فوت ۶ اینچ (۱۳۸٫۲۳ متر) بود. این کشتی در سال ۱۹۰۵ ساخته شد.